# 紅稗型ミサイル艇
紅稗型ミサイル艇（ホウベイがた-ミサイルてい、英語: Houbei-class missile boats）は、中国人民解放軍海軍のミサイル艇の艦級に対して付与されたNATOコードネーム。人民解放軍海軍での名称は22型ミサイル艇（中国語: 22型导弹快艇）。またNATOコードネームが付与される以前はウェーブピアーサー型ミサイル艇と仮称されていた。2005年から7年間で82隻と、大量建造された。

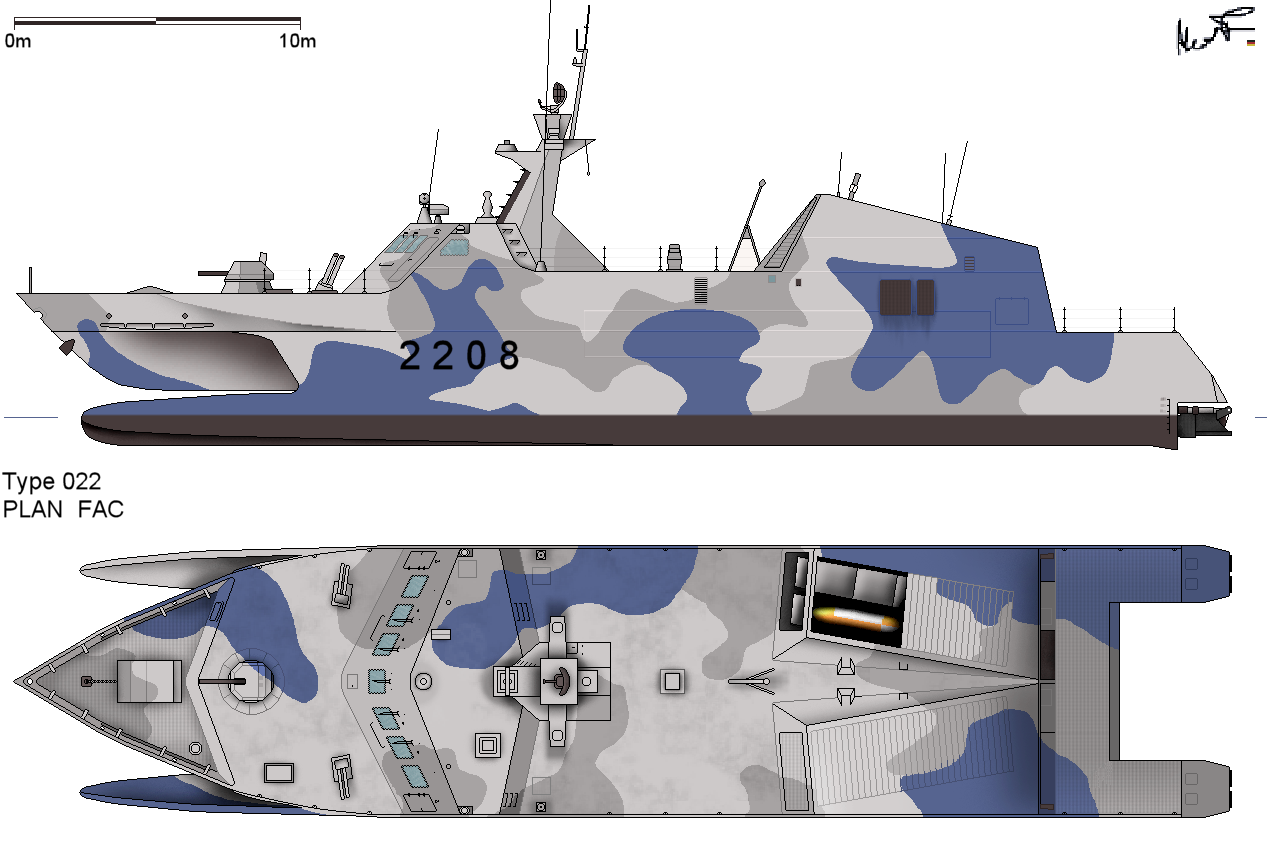

## 来歴
人民解放軍海軍では、1980年代以降、ソ連のオーサ型ミサイル艇を国産化した021型ミサイル艇（黄蜂型）を約100隻建造し、沿岸での対艦戦力として運用していた。しかし、主兵装のHY-2は陳腐化が進んでいる一方、1990年代に整備された037-IG型（紅星型）や037-II型（紅箭型）は、比較的大型・低速でコルベットに近い「ミサイル護衛艇」（导弹护卫艇）であった。このことから、021型の後継となる小型・高速のミサイル艇として開発されたのが本型である。
2004年4月、上海市の求新造船所で1番艇が進水し、翌2005年には台湾の雑誌『尖端科技』や日本の艦船雑誌『世界の艦船』に写真が掲載され、その存在が明らかになった。

## 設計
最大の特徴は、船体にウェーブ・ピアーサーを用いていることである。ウェーブ・ピアーサーは、オーストラリアのAMDマリン・コンサルティング社（現：インキャット社）で1980年代に開発された船形で、本型はその42メートル型がベースになっていると考えられており、実際にオーストラリア人技師がコンサルタントとして協力したとされる。しかし特殊な構造から搭載能力が低く、また40m以下の小型艇では航行時の安定性に欠けることが指摘されている。
船体はステルス性を意識して、傾斜のついた艦橋やミサイル区画、多角形のマストで構成されているが、中央船体と左右船体の結合部は曲面になっている。最初に建造された4隻の塗装は薄い灰色一色だったが、後に白・薄灰・濃灰・青の4色による迷彩が施された艦が登場した。主に北海艦隊の艇に用いられており、一隻ごとに異なる塗装が施されている。
船体にはアルミニウム合金が用いられており、建造に当たって溶接技術の向上に多くの時間が費やされ、元は日本から輸入されていたアルミニウム合金板の輸入が禁止された為、現在は国産のアルミニウム合金板を使用しているとされている。

## 装備
船体後部には、左右に若干外向きの艦対艦ミサイル格納区画がある。搭載するミサイルは、当初YJ-8単装発射機と考えられていたが、現在はYJ-83 4連装発射機だと考えられている。ただし発射区画の大きさから、搭載する弾数はさらに少ない可能性もある。発射しないときには、ミサイルの発射口をシャッターで塞いており、これもステルス性に寄与している。
艦橋前方には　AK-630 CIWS 1基が搭載されている（当初はAK-230と考えられていた）。砲射撃指揮装置（GFCS）としては、原型ではレーダー式のMR-123-02「ヴィーンペル」（NATO名「バス・ティルト」）が用いられていたのに対し、国産新開発の電子光学式のHEOS-300を搭載している。CIWSとしての運用は不明だが、多銃身の30mmガトリング砲は低速の対空目標や水上目標に対しては大きな脅威となる。
また、AK-630の左右にはチャフ発射機が確認されている。艦橋上には各種電子機器のアンテナが並び、他の艦艇やヘリコプターとの情報共有のためのデータ・リンク受信装置と考えられている。

## 運用
22型ミサイル艇は、1990年代の台湾海峡の緊張の高まりから、2004年に急遽実用化された艦艇であり、発見当初は「試験艇ではないか」という疑念を呼んでいたが、中国各地の造船所が本型を大量に建造し、進水させたことにより、すでに実用運用を想定していることが証明された。 2005年の就役から4年の間に81隻という大量建造が行われた本型は、台湾に対しては海上封鎖手段として、アメリカに対してはA2/ADのユニットして機能することが期待された。
2010年代に入ると、中国人民解放軍海軍は外洋海軍を志向するようになり、艦艇の調達方針もフリゲートや駆逐艦の整備に以降した。沿岸防衛用艦艇についても、より大型で多様な任務に対応可能な056型コルベットが大量調達されることとなり、本型は2009年に生産を終了した。2017年、インターネット上に、複数の本型が陸揚げされている画像が投稿された。「モスポール」あるいは「退役」したとの噂がなされ、本型の有効性が議論された。実際にはアルミニウム船体の腐食防止とウォータージェット推進システムのメンテナンスのための通常の陸揚げであったと分析されている。 
2020年8月、中国海警局の巡視船が尖閣諸島領海に侵入する際、22型が巡視船に連動して台湾付近に展開していたと産経新聞が報じた。また2021年4月には、2隻の22型が南シナ海域に現れ、フィリピンの民間船舶を追尾するなど、係争地における海警局と連動した動きが、本型の新たな用途となっている。また将来的には無人艦に転用し、無人艦隊を編成するとの見方もある。 